# Xulsigiae
En la religión galo-romana, las Xulsigiae eran unas diosas triples adoradas en el santuario del manantial de curación en Augusta Treverorum (actual Tréveris). Edith Wightman sugiere que "pueden ser ninfas locales de la primavera"; por otro lado, también vincula su nombre al de las Suleviae, a las que caracteriza como "diosas domésticas". Su templo, un santuario más pequeño cerca del monumental templo de Lenus Marte, también ha producido figuras de arcilla de los genii cucullati. El nombre en sí está atestiguado solo por una inscripción, donde acompaña al de Lenus Marte:

LENO MARTÍ
ET XVLSIGIIS
L VIRIVS DISE
A V S L M
"A Lenus Marte y las Xulsigiae, Lucio Virio Diseto cumplió libre y merecidamente su voto".